# Намакагон (Вісконсин)
Намакагон (англ. Namakagon) — місто (англ. town) в США, в окрузі Бейфілд штату Вісконсин. Населення — 316 осіб (2020).

## Демографія
Згідно з переписом 2010 року, у місті мешкало 246 осіб у 132 домогосподарствах у складі 85 родин. Було 596 помешкань
Расовий склад населення:
| - 98,8 % — білих - 0,4 % — корінних американців - 0,4 % — азіатів |

До двох чи більше рас належало 0,4 %. Частка іспаномовних становила 0,0 % від усіх жителів.
За віковим діапазоном населення розподілялося таким чином: 7,3 % — особи молодші 18 років, 48,0 % — особи у віці 18—64 років, 44,7 % — особи у віці 65 років та старші. Медіана віку мешканця становила 63,4 року. На 100 осіб жіночої статі у місті припадало 125,7 чоловіків;  на 100 жінок у віці від 18 років та старших — 121,4 чоловіків також старших 18 років.
Середній дохід на одне домашнє господарство  становив 70 989 доларів США (медіана — 55 000), а середній дохід на одну сім'ю — 81 536 доларів (медіана — 66 667). За межею бідності перебувало 4,3 % осіб, у тому числі 71,4 % дітей у віці до 18 років та 1,9 % осіб у віці 65 років та старших.
Цивільне працевлаштоване населення становило 89 осіб. Основні галузі зайнятості: освіта, охорона здоров'я та соціальна допомога — 27,0 %, фінанси, страхування та нерухомість — 13,5 %, науковці, спеціалісти, менеджери — 10,1 %, мистецтво, розваги та відпочинок — 10,1 %.